# جزیره ثبات

ایران به خاطر رهبری فوق‌العاده شاه، در یکی از پرمخاطره‌ترین نقاط دنیا، به یک جزیره ثبات تبدیل شده. این خیلی مرهون شماست اعلیحضرت، مرهون رهبری شما و [حس] احترام و تحسین و عشقی که مردمتان به شما دارند. جیمی کارتر

«جزیره ثبات» (به انگلیسی: Island of Stability) عبارتی بود که رئیس‌جمهور آمریکا جیمی کارتر در ۱۰ دی ۱۳۵۶ در توصیف ایران تحت رهبری آخرین شاه ایران محمدرضا پهلوی به کار برد.
کارتر همچنین در این سخنرانی شاه را «محبوب مردم» نامید. این سخنرانی در ضیافت شام شاه در شب عید کریسمس ۱۹۷۸ در کاخ نیاوران و در حاشیه سفر ۱۷ ساعته کارتر و هیئت همراه ۴۱۰ نفره‌اش به تهران بیان شد.

## پیامدها
شاه پس از این سخنان حمایتی کارتر، قدرت مضاعفی برای مقابله با مخالفانش یافت. یک هفته بعد از سفر کارتر یعنی در تاریخ ۱۷ دی ۱۳۵۶، مقاله جنجالی «ایران و استعمار سرخ و سیاه» در روزنامه اطلاعات علیه روح‌الله خمینی به چاپ رسید. در واکنش به این مقاله، ناآرامی‌هایی در کشور رخ داد. در مشهد تظاهرات انجام شد و در روز ۱۸ دی در قم بازار و حوزه علمیه تعطیل شدند. تظاهرات مردم قم با تیراندازی نیروهای حکومت کشته داد. دانشجویان دانشکده فنی دانشگاه تهران نیز ۲ روز بعد در محوطه دانشگاه تظاهرات کردند و کلاس‌ها را تعطیل کردند و بازار تهران نیز در روز چهلم «مرگ» کشتگان قم تعطیل شد. بدین ترتیب سلسله راهپیمایی‌های روز چهلم «کشتگان» شهرها آغاز شد و هر ۴۰ روز در شهری تظاهرات می‌شد.

## واکنش‌ها

### روح‌الله خمینی
روح‌الله خمینی در پی سفر کارتر و ایراد سخنرانی او، ضمن محکوم‌کردن همکاری شاه و کارتر، شاه را «طاغوت» و «خائن» خواند و حکومتش را «غیرقانونی» نامید.

### مخالفان و طرفداران شاه
این سخنان حمایت‌آمیز، پس از انقلاب مخالفان شاه را بر این داشت که آمریکا مانند کوه پشت شاه ایستاده و دستور کشتار مخالفان را به شاه که «مهره» خودش است داده. در آن سو طرفداران شاه این سخنان را گواهی بر این مدعای خود می‌دانند که آمریکا بعداً پشت شاه را خالی کرد و مقدمات سقوط او را فراهم کرد.

### دیپلمات‌های آمریکایی
پیر سالینجر در سال ۱۹۸۱ در کتابی با نام «آمریکا گروگان را حفظ می‌کند» می‌نویسد که دیپلمات‌های آمریکایی حاضر در این محل از سخنان کارتر «شگفت‌زده» شده‌اند. زیرا جیمی کارتر در مبارزات انتخاباتی خود صریحاً به سیاست حقوق بشر تأکید کرده‌بود و همزمان ایران توسط عفو بین‌الملل به دلیل موارد نقض حقوق بشر محکوم شده‌بود. حتی در صورتی هم که کارتر از گزارش عفو بین‌الملل آگاه نمی‌بود، حتماً از گزارش‌های سفارت آمریکا در تهران در مورد شکنجه مخالفان شاه مطلع بود.

## چرایی سخنان کارتر
احمد زیدآبادی معتقد است از آنجا که کارتر نسبت به شورش‌های پراکنده‌ای که از اوایل سال ۵۶ انجام شده‌بود –مانند تظاهرات در واکنش به مرگ مشکوک علی شریعتی– مطلع بوده، جامعه ایران را بی‌ثبات می‌دانسته و به حرفی که زده باور نداشته‌است. او معتقد است که سخنان او صرفاً برای «دلداری‌دادن» شاه و مطمئن‌کردن او از حمایت دولت ایالات متحده از حکومتش بوده‌است.
صادق زیباکلام بخشی از سخنان کارتر را در چارچوب عرف تعارفات دیپلماتیک توجیه می‌کند اما بخش عمده آن را ناشی از «سراب» برداشت غلط و غیرواقعی دولت آمریکا از حکومت شاه می‌داند و معتقد است آمریکایی‌ها در دیدن طوفانی که در پیش روی «جزیره ثبات» بود (انقلاب) ناتوان بودند.